# 11997 Fassel
11997 Fassel este un asteroid din centura principală de asteroizi.

## Descriere
11997 Fassel este un asteroid din centura principală de asteroizi. A fost descoperit pe 18 decembrie 1995 la Kitt Peak National Observatory în cadrul proiectului Spacewatch. El prezintă o orbită caracterizată de o semiaxă mare de 3,01 ua, o excentricitate de 0,07 și o înclinație de 9,3° în raport cu ecliptica.